# Eucyclops acanthoides
Eucyclops acanthoides – gatunek widłonoga z rodziny Cyclopidae. Opisał go w 1914 roku Carl van Douwe, nadając mu nazwę Cyclops acanthoides. Miejsce typowe to Sarh (dawniej Fort Archambault) w Czadzie w środkowej Afryce.